# GW Train Regio 816
Die Triebwagen der Baureihe 816 der GW Train Regio sind zweiachsige Dieseltriebwagen für den Regionalverkehr im südlichen Böhmerwald, die durch Modernisierung aus der ZSSK-Baureihe 810 entstanden sind.

## Geschichte
Das erste umgebaute Fahrzeug war der ehemalige 810.659. Der Umbau erfolgte durch DPOV im Ausbesserungswerk Veselí nad Moravou. Die erste Probefahrt fand im Februar 2018 statt.

## Technik
Beim Umbau wurde die Inneneinrichtung und die Fenster erneuert sowie ein neuer Tedom-Motor eingebaut. Durch die verbaute MSV-Steuerung können die Triebwagen nun in Mehrfachtraktion eingesetzt werden. Die Fahrzeuge wurden außerdem mit WLAN und Klimaanlage in den Führer- und Fahrgasträumen ausgerüstet.